# Willisville (Illinois)
Willisville és una població dels Estats Units a l'estat d'Illinois. Segons el cens del 2000 tenia 694 habitants.

## Demografia
Segons el cens del 2000, Willisville tenia 694 habitants, 270 habitatges, i 194 famílies. La densitat de població era de 705,1 habitants/km².
Dels 270 habitatges en un 36,7% hi vivien nens de menys de 18 anys, en un 53,3% hi vivien parelles casades, en un 13% dones solteres, i en un 28,1% no eren unitats familiars. En el 24,8% dels habitatges hi vivien persones soles el 13,7% de les quals corresponia a persones de 65 anys o més que vivien soles. El nombre mitjà de persones vivint en cada habitatge era de 2,57 i el nombre mitjà de persones que vivien en cada família era de 3,04.
Per edats la població es repartia de la següent manera: un 27,4% tenia menys de 18 anys, un 9,7% entre 18 i 24, un 27,5% entre 25 i 44, un 20,7% de 45 a 60 i un 14,7% 65 anys o més.
L'edat mediana era de 35 anys. Per cada 100 dones de 18 o més anys hi havia 86 homes.
La renda mediana per habitatge era de 31.000 $ i la renda mediana per família de 35.667 $. Els homes tenien una renda mediana de 27.386 $ mentre que les dones 21.548 $. La renda per capita de la població era de 12.832 $. Aproximadament el 15,4% de les famílies i el 17,8% de la població estaven per davall del llindar de pobresa.

## Poblacions més properes
El següent diagrama mostra les poblacions més properes.